# Candida albicans
Candida albicans és un fong diploide (una mena de llevat) i un agent causal d'una infecció oportunista oral i genital en humans. Les infeccions fúngiques sistèmiques (fungèmies) han emergit com una important causa de malaltia morbiditat i de mortalitat a pacients amb Immunodeficiència (per exemple la, SIDA, càncer amb quimioteràpia, trasplantament de medul·la òssia). Els biofilms de C. albicans ràpidament es formen a la superfície dels estris mèdics implantables. A més les infeccions relacionades amb els hospitals de pacients que abans no es consideraven com de risc (per exemple, pacients en unitats de cures intensives) han passat a ser una causa de preocupació sanitària major.
C. albicans actua com a comensal i es troba en la microbiota intestinal i entre els molts organismes que viuen en la boca dels humans i el seu tracte gastrointestinal. Sota circumstàncies normals, C. albicans viu en el 80% de la població humana sense fer danys, malgrat que un sobrecreixement resulta en la candidosi. La candidiasi sovint s'observa en individus amb immunodeficiència com el positius en HIV. La candidiasi també pot ocórrer en la sang i el tracte genital. La candidiasi, és una condició comuna que en persones sense immunodeficiència es guareix fàcilment. Per a infectar el teixit de l'hoste la forma usual de "C. albicans" és unicel·lular reacciona a les pistes mediambientals i es converteix en una forma multicel·lular filamentosa i invasora.

## Genoma
Una de les característiques més interessants del genoma de C. albicans és que hi ha arranjaments dels cromosomes de manera numèrica i estructural per tal de generar diversitat genètica que porten a canvis en el fenotip. Quan s'hagi estudiat completament el genoma de C. albicans es podran comprendre millor aquests canvis.
Ja s'ha seqüenciat el genoma de C. albicans per la soca SC5314. També per la soca WO1

## Dimorfisme

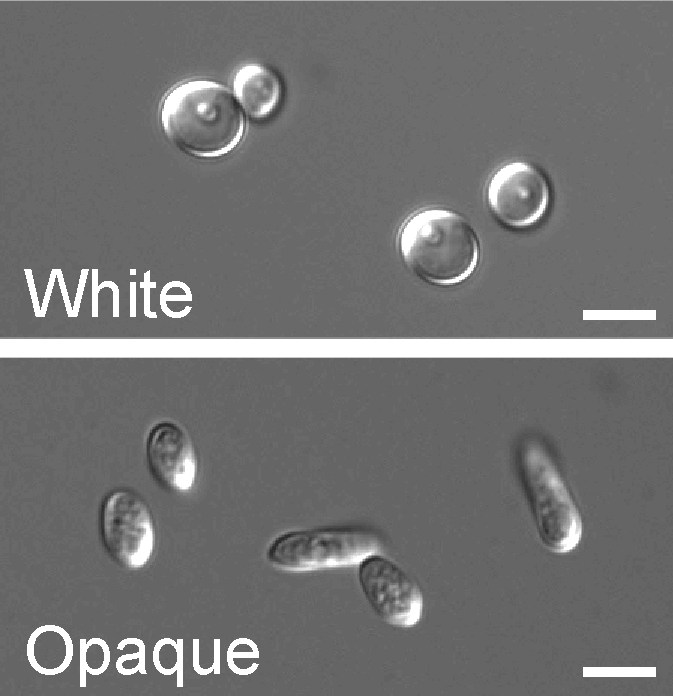
Fases arrodonida i allargada de les cèl·lules de Candida albicans cells. (La barra fa 5 µm.)

En un procés que superficialment sembla un dimorfisme sexual, C. albicans mostra un procés de canvi fenotípic (phenotypic switching), en el qual diferents morfologies cel·lulars es generen espontàniament a través de dues fases.

## Heterozigosi
L'heterozigosi del genoma de Candida és superior al que es troba en altres genomes i incrementa el nombre de proteïnes diferents codificades pel genoma.